# Felipe Nasr
Luiz Felipe de Oliveira Nasr (* 21. srpna 1992, Brasília) je brazilský automobilový závodník a pilot Formule 1. V roce 2000 až 2007 získal několik titulů v Brazílii, poté se přesunul na mezinárodní scénu. Po roce jako testovací řidič u Williamsu přešel v roce 2015 na plný úvazek do Formule 1.

## Osobní život
Felipe je libanonského původu, jeho dědeček totiž v 60. letech 20. století emigroval do Brazílie. Jeho koníčkem je kromě formulí i rybaření a mechanika. Rád cituje Star Wars nebo Jamese Bonda, což jsou jeho oblíbené filmy. Jeho oblíbený automobilový závodník je Brazilec Ayrton Senna. K závodění ho pravděpodobně dovedl jeho strýc Amir Nasr, který vlastnil jeden z nejlepších týmů Formule 3. Felipe sám o sobě tvrdí, že je jazykově nadaný a domluví se portugalsky, anglicky a italsky.

## Kariéra
| Sezona | Šampionát             | Tým                        | Závody           | Vítězství        | PolePisiton      | Nej.kola         | Podia            | Body             | Pozice           |
| ------ | --------------------- | -------------------------- | ---------------- | ---------------- | ---------------- | ---------------- | ---------------- | ---------------- | ---------------- |
| 2008   | Formula BMW Americas  | Amir Nasr Racing           | 2                | 0                | 0                | 0                | 1                | 25               | 10.              |
| 2009   | Formula BMW Europe    | EuroInternational          | 16               | 5                | 6                | 6                | 14               | 392              | 1.               |
| 2009   | Formula BMW Pacific   | EuroInternational          | 3                | 2                | 2                | 2                | 2                | 0†               | NC†              |
| 2010   | British Formula 3     | Räikkönen Robertson Racing | 30               | 1                | 1                | 3                | 4                | 136              | 5.               |
| 2010   | Macau Grand Prix      | Räikkönen Robertson Racing | 1                | 0                | 0                | 0                | 0                | N/A              | 11.              |
| 2011   | British Formula 3     | Carlin                     | 30               | 7                | 4                | 8                | 17               | 318              | 1.               |
| 2011   | Macau Grand Prix      | Carlin                     | 1                | 0                | 0                | 0                | 1                | N/A              | 2.               |
| 2012   | 24 Hours of Daytona   | Michael Shank Racing       | 1                | 0                | 0                | 0                | 1                | 30               | 3.               |
| 2012   | GP2 Series            | DAMS                       | 24               | 0                | 0                | 0                | 4                | 95               | 10.              |
| 2012   | Formula 3 Euro Series | Carlin                     | 2                | 0                | 0                | 0                | 0                | N/A              | NC               |
| 2012   | Macau Grand Prix      | Carlin                     | 1                | 0                | 0                | 0                | 0                | N/A              | 5.               |
| 2013   | GP2 Series            | Carlin                     | 22               | 0                | 0                | 0                | 6                | 154              | 4.               |
| 2014   | Formule 1             | Williams Martini Racing    | Testovací jezdec | Testovací jezdec | Testovací jezdec | Testovací jezdec | Testovací jezdec | Testovací jezdec | Testovací jezdec |
| 2014   | GP2 Series            | Carlin                     | 22               | 4                | 1                | 2                | 10               | 224              | 3.               |
| 2015   | Formule 1             | Sauber F1 Team             | 14               | 0                | 0                | 0                | 0                | 17*              | 13.*             |

## Kompletní výsledky
| Legenda k tabulce | Legenda k tabulce                                                                       |
| Barva             | Výsledek                                                                                |
| ----------------- | --------------------------------------------------------------------------------------- |
| Zlatá             | Vítěz                                                                                   |
| Stříbrná          | 2. místo                                                                                |
| Bronzová          | 3. místo                                                                                |
| Zelená            | Bodované umístění                                                                       |
| Modrá             | Nebodované umístění                                                                     |
| Modrá             | Dokončil neklasifikován (NC)                                                            |
| Fialová           | Odstoupil (Ret)                                                                         |
| Červená           | Nekvalifikoval se (DNQ)                                                                 |
| Červená           | Nepředkvalifikoval se (DNPQ)                                                            |
| Černá             | Diskvalifikován (DSQ)                                                                   |
| Bílá              | Nestartoval (DNS)                                                                       |
| Bílá              | Závod zrušen (C)                                                                        |
| Světle modrá      | Pouze trénoval (PO)                                                                     |
| Světle modrá      | Páteční testovací jezdec (TD)                                                           |
| Bez barvy         | Netrénoval (DNP)                                                                        |
| Bez barvy         | Vyřazen (EX)                                                                            |
| Bez barvy         | Nepřijel (DNA)                                                                          |
| Bez barvy         | Odvolal účast (WD)                                                                      |
| Bez barvy         | Nezúčastnil se (prázdné)                                                                |
| Označení          | Význam                                                                                  |
| Tučnost           | Pole position                                                                           |
| Kurzíva           | Nejrychlejší kolo                                                                       |
| †                 | Jezdec nedojel do cíle, ale byl klasifikován, protože odjel více než 90 % délky závodu. |
| ‡                 | Byl udělován poloviční počet bodů, protože bylo odjeto méně než 75 % délky závodu.      |
| Horní index       | Umístění bodujících jezdců ve sprintu                                                   |

### Formule 1
| Rok  | Tým                     | Šasi          | Motor                           | 1      | 2      | 3      | 4      | 5      | 6       | 7      | 8      | 9       | 10     | 11     | 12      | 13     | 14      | 15     | 16      | 17      | 18     | 19     | 20    | 21     | Body | Umístění  |
| ---- | ----------------------- | ------------- | ------------------------------- | ------ | ------ | ------ | ------ | ------ | ------- | ------ | ------ | ------- | ------ | ------ | ------- | ------ | ------- | ------ | ------- | ------- | ------ | ------ | ----- | ------ | ---- | --------- |
| 2014 | Williams Martini Racing | Williams FW36 | Mercedes PU106A Hybrid 1.6 V6 t | AUS    | MAL    | BHR TD | CHN TD | ESP TD | MON     | CAN    | AUT    | GBR     | GER    | HUN    | BEL     | ITA    | SIN     | JPN    | RUS     | USA TD  | BRA TD | ABU    |       |        | –    | –         |
| 2015 | Sauber F1 Team          | Sauber C34    | Ferrari 059/4 1.6 V6 t          | AUS 5  | MAL 12 | CHN 8  | BHR 12 | ESP 12 | MON 9   | CAN 16 | AUT 11 | GBR DNS | HUN 11 | BEL 11 | ITA 13  | SIN 10 | JPN 20† | RUS 6  | USA 9   | MEX Ret | BRA 13 | ABU 15 |       |        | 27   | 13. místo |
| 2016 | Sauber F1 Team          | Sauber C35    | Ferrari 061                     | AUS 15 | BHR 14 | CHN 20 | RUS 16 | ESP 14 | MON Ret | CAN 18 | EUR 12 | AUT 13  | GBR 15 | HUN 17 | GER Ret | BEL 17 | ITA Ret | SIN 13 | MAL Ret | JPN 19  | USA 15 | MEX 15 | BRA 9 | ABU 16 | 2    | 17. místo |

### Formule E
| Rok     | Tým                | Auto              | 1   | 2   | 3   | 4      | 5       | 6       | 7   | 8   | 9   | 10  | 11  | 12  | 13  | Body | Umístění  |
| ------- | ------------------ | ----------------- | --- | --- | --- | ------ | ------- | ------- | --- | --- | --- | --- | --- | --- | --- | ---- | --------- |
| 2018–19 | Geox Dragon Racing | Spark-Penske EV-3 | ADR | MAR | SAN | MEX 19 | HKG Ret | SNY Ret | ROM | PAR | MON | BER | BRN | NYC | NYC | 0    | 24. místo |

### GP2 series
| Rok  | Tým    | 1         | 2         | 3            | 4          | 5           | 6           | 7          | 8           | 9           | 10          | 11          | 12         | 13        | 14        | 15          | 16        | 17          | 18         | 19         | 20         | 21          | 22         | 23        | 24        | DC   | Points |
| ---- | ------ | --------- | --------- | ------------ | ---------- | ----------- | ----------- | ---------- | ----------- | ----------- | ----------- | ----------- | ---------- | --------- | --------- | ----------- | --------- | ----------- | ---------- | ---------- | ---------- | ----------- | ---------- | --------- | --------- | ---- | ------ |
| 2012 | DAMS   | MYS FEA 6 | MYS SPR 3 | BHR1 FEA Ret | BHR1 SPR 6 | BHR2 FEA 11 | BHR2 SPR 5  | ESP FEA 11 | ESP SPR 9   | MON FEA 17  | MON SPR Ret | VAL FEA Ret | VAL SPR 14 | GBR FEA 6 | GBR SPR 3 | GER FEA 4   | GER SPR 3 | HUN FEA 25  | HUN SPR 8  | BEL FEA 8  | BEL SPR 2  | ITA FEA Ret | ITA SPR 21 | SGP FEA 6 | SGP SPR 7 | 10th | 95     |
| 2013 | Carlin | MYS FEA 4 | MYS SPR 2 | BHR FEA 4    | BHR SPR 2  | ESP FEA 2   | ESP SPR 3   | MON FEA 4  | MON SPR 4   | GBR FEA Ret | GBR SPR 7   | GER FEA 9   | GER SPR 4  | HUN FEA 3 | HUN SPR 5 | BEL FEA Ret | BEL SPR 8 | ITA FEA Ret | ITA SPR 12 | SGP FEA 2  | SGP SPR 16 | ABU FEA 7   | ABU SPR 18 |           |           | 4.   | 154    |
| 2014 | Carlin | BHR FEA 8 | BHR SPR 4 | ESP FEA 3    | ESP SPR 1  | MON FEA 3   | MON SPR Ret | AUT FEA 1  | AUT SPR Ret | GBR FEA 7   | GBR SPR 1   | GER FEA 5   | GER SPR 2  | HUN FEA 6 | HUN SPR 3 | BEL FEA 4   | BEL SPR 1 | ITA FEA 6   | ITA SPR 6  | RUS FEA 17 | RUS SPR 3  | ABU FEA 4   | ABU SPR 2  |           |           | 3.   | 224    |